# Nebelbeeke
Die Nebelbeeke („Nebel-Bach“; vgl. mnd. Beke) ist ein etwa 10,8 km langer, rechter bzw. östlicher Zufluss der Warme im Landkreis Kassel, Nordhessen (Deutschland). 

## Verlauf
Die Nebelbeeke entspringt am Massiv des Hohen Dörnbergs. Ihre Quelle befindet sich etwas unterhalb vom nördlich des „Helfensteins“ (509,8 m ü. NHN) gelegenen, einstigen Jugendhof Dörnberg (heute u. a. mit Naturparkzentrum Habichtswald) am Berghang Schwarzer Berg.
Anfangs fließt der Bach nach Norden und in etwa 750 m Entfernung westlich an Fürstenwald vorbei. Danach passiert er in der Westuffelner Senke direkt östlich Ehrsten, um anschließend Meimbressen zu durchqueren. Fortan in nordwestlicher Richtung fließend verläuft er etwa entlang der Bundesstraße 7 durch Westuffeln, wo ihm das Wasser der etwa 4 km langen Lohbeeke zufließt.
Dann erreicht die Nebelbeeke Obermeiser, wo sie westlich des Mäckelsbergs an der Brücke der Nebenstraße „Zum Sportplatz“ auf etwa 175 m Höhe in den von Süden kommenden Diemel-Zufluss Warme mündet.

## Einzugsgebiet und Zuflüsse
Das Einzugsgebiet der Nebelbeeke ist 34,051 km² groß. Zu ihren Zuflüssen gehören Heimbach, Lohbeeke und Ufflerbeeke.

## Geschichte
Die Nebelbeeke wurde im 19. und 20. Jahrhundert in der Ortslage und Gemarkung Meimbressen stellenweise eingetieft und begradigt, und in Obermeiser wurde ihr Verlauf zum Antrieb von Mühlen verlegt. 